# Neil Patterson
Neil Patterson (John Neil Patterson; * 27. Juli 1885 in Detroit; † 20. Dezember 1948 in Los Angeles) war ein US-amerikanischer Hochspringer.
1906 wurde er US-Meister. Im selben Jahr stellte er am 25. Juni in Ann Arbor mit 1,85 m seine persönliche Bestleistung auf.
Bei den Olympischen Spielen 1908 in London wurde er mit 1,83 m Siebter.